# Nichols (Nowy Jork)
Nichols – miasto w Stanach Zjednoczonych, w stanie Nowy Jork, w hrabstwie Tioga.